# John Warburton Paul
John Warburton Paul (ur. 29 marca 1916 w Weymouth, zm. 31 marca 2004) – brytyjski wojskowy i urzędnik kolonialny, oficer British Army, pierwszy brytyjski gubernator generalny Gambii i Bahamów, gubernator generalny Hondurasu Brytyjskiego i gubernator porucznik Wyspy Man.

## Życiorys
Urodzony w hrabstwie Dorset, uczył się w Weymouth College oraz w Selwyn College w Cambridge
Uczestnik II wojny światowej, za swoje czyny podczas obrony Calais w 1940 został odznaczony Military Cross. Pod koniec wojny znalazł się w Sierra Leone
W 1947 roku rozpoczął służbę w brytyjskiej administracji kolonialnej, początkowo w Sierra Leone.
W 1959 został oficerem Orderu Imperium Brytyjskiego, w 1962 Rycerzem Komandorem Orderu św. Michała i św. Jerzego, a w 1965 Rycerzem Wielkiego Krzyża tego orderu.
Był ostatnim brytyjskim gubernatorem i pierwszym gubernatorem generalnym (po uzyskaniu przez kraj niepodległości) Gambii w latach 1965–1966.
W latach 1966–1972 pełnił funkcję gubernatora generalnego Hondurasu Brytyjskiego (obecnie Belize), gdzie w 1967 wprowadził stan nadzwyczajny.
Również na Bahamach był ostatnim gubernatorem (1972-1973) i pierwszym gubernatorem generalnym niepodległego państwa, w okresie 10–31 lipca 1973.  W latach 1974–1980 był gubernatorem porucznikiem Wyspy Man.
Była to jego ostatnia praca, w 1980 przeszedł na emeryturę. Zmarł w 2004 w wieku 88 lat.

## Życie prywatne
Od 1946 był żonaty z Audrey Weeden. Mieli troje dzieci.